# Alttoggenburg

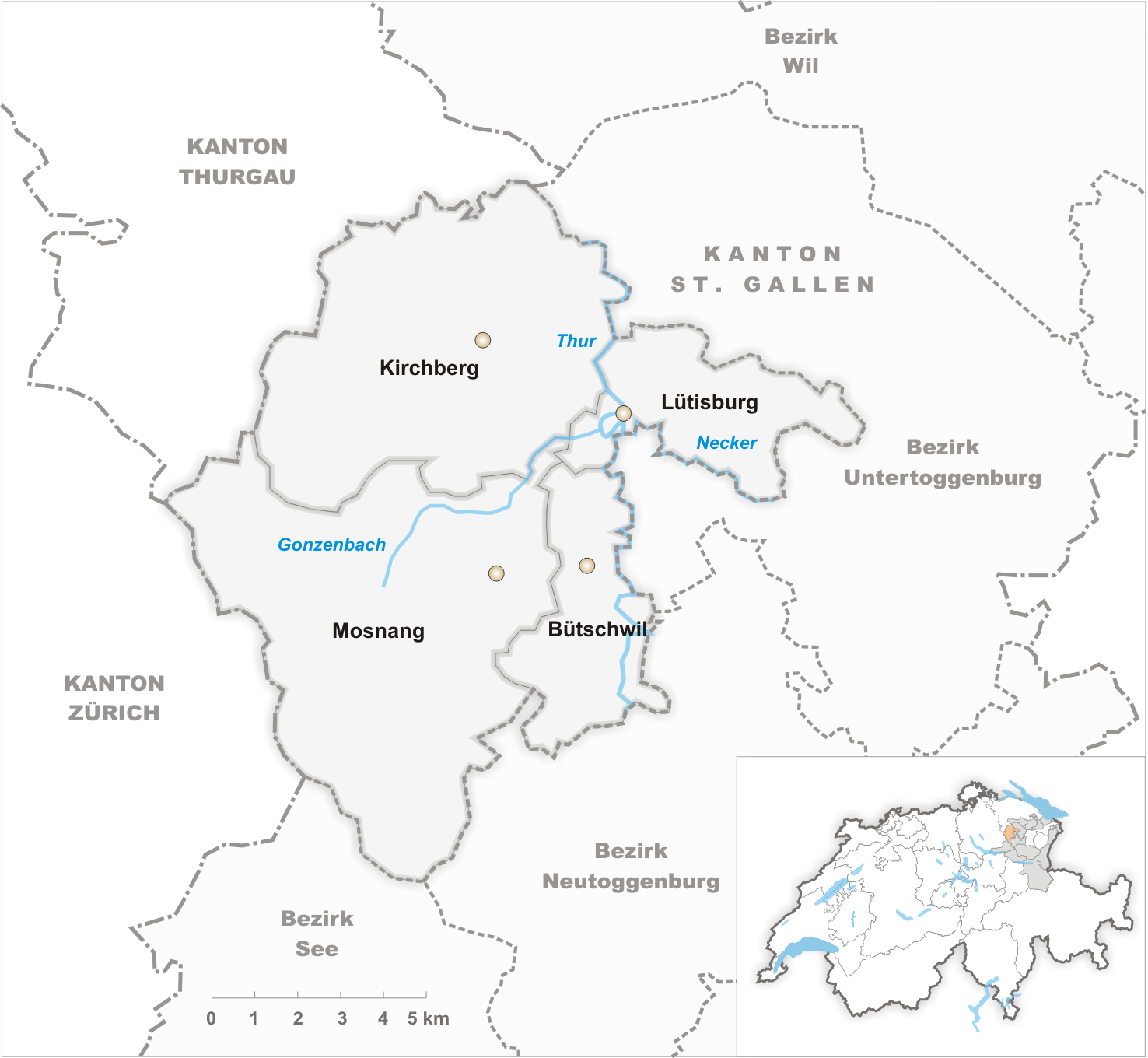
Indeling van het voormalige Alttoggenburg

Alttoggenburg was tot 2003 een bestuurlijke eenheid van het kanton Sankt Gallen.
Het district bevat de volgende gemeenten:
- Bütschwil
- Kirchberg
- Lütisburg
- Mosnang